# Lemmus sibiricus
Il lemming siberiano (Lemmus sibiricus (Kerr, 1792)) è una specie di lemming (gen. Lemmus) originaria della tundra artica della Siberia.

## Descrizione
Il lemming siberiano ha un corpo tozzo che non appare allungato come quello degli altri Arvicolini. La lunghezza totale del corpo è di 130–180 mm, con una media di 150 mm. I sessi hanno dimensioni simili, sebbene i maschi siano più grandi del 5-10% rispetto alle femmine. Ha occhi piccoli, orecchie piccole nascoste sotto la pelliccia, muso smussato e coda corta (18–26 mm, in media 21 mm, compresi i peli all'estremità). Il dorso e i fianchi sono di un colore che va dal bruno-tenné al cannella, con il ventre più chiaro; a differenza di altre specie di lemming (ad esempio la maggior parte delle specie del genere Dicrostonyx), la sua pelliccia non cambia colore in inverno. Gli esemplari anziani possono avere una macchia color ruggine sul posteriore.

## Distribuzione e habitat
Il lemming siberiano è originario della tundra paleartica: il suo areale si estende dall'oblast' di Arcangelo sulla costa orientale del mar Bianco (Russia occidentale), ad ovest, alla sponda occidentale della Kolyma, ad est. È presente anche nelle isole della Nuova Siberia e nell'isola di Wrangel. Vive nelle regioni prive di alberi, di solito in prati pianeggianti dove prevale una vegetazione di graminacee e muschi. In estate vive in aree ricche di erba e carici, ma in inverno si sposta verso aree ricoperte da muschio con un manto nevoso permanente o prati umidi.

## Biologia

### Comportamento
I lemming siberiani sono animali prevalentemente solitari che difendono territori individuali separati consistenti in un sistema di gallerie sotterranee scavate nel terreno della tundra o nel manto nevoso. In alcune zone i territori possono sovrapporsi tra loro anche per vaste superfici, ma gli esemplari di entrambi i sessi tendono a evitarsi l'uno con l'altro, fatta eccezione per il periodo della riproduzione.

### Alimentazione
I lemming siberiani si nutrono solamente di sostanze vegetali fresche. Per la maggior parte dell'anno mangiano erba fresca, carici e muschi (eccetto gli sfagni). D'estate, nelle zone di tundra umida, la loro dieta consiste principalmente di foglie di monocotiledoni, che costituiscono dal 76 al 90% della dieta. D'inverno mangiano sostanze vegetali ghiacciate (ma ancora verdi), gli 1–2 cm di guaina fogliare basale disponibili e germogli di muschio. I muschi possono costituire quasi la metà della loro dieta invernale e sono particolarmente importanti nelle zone di tundra arida, dove possono costituire circa il 30% della dieta totale.
Dal momento che il loro cibo è così povero di nutrienti, i lemming devono mangiarne in grande quantità: essi dedicano al foraggiamento 1-2 ore alla volta, a intervalli di circa 3 ore, nell'arco delle 24 ore.

### Riproduzione
I lemming siberiani raggiungono la maturità sessuale piuttosto presto, intorno alle 5-6 settimane di età, ma talvolta anche a 3 settimane durante alcune estati. Le femmine possono riprodursi immediatamente dopo il parto (estro post-partum). Esse danno alla luce 2-13 piccoli, dopo una gestazione di 3 settimane. Il numero medio dei componenti di una nidiata è di 8 piccoli in estate, 4 o 5 all'inizio e alla fine dell'inverno e 3 in pieno inverno. Sembra che la specie non si riproduca durante il periodo di disgelo primaverile (da maggio ai primi di giugno), né durante la formazione del manto nevoso autunnale (da settembre ai primi di ottobre).
Non sappiamo molto sulle abitudini riproduttive di questa specie, ma è probabile che le femmine si dedichino da sole all'allevamento dei piccoli, dal momento che in natura nessun maschio è stato trovato all'interno di un nido in compagnia dei piccoli. In cattività le femmine non ricettive aggrediscono i maschi. È anche probabile che la specie sia promiscua, in quanto i maschi hanno home range più estesi delle femmine e vi è una sostanziale sovrapposizione degli home range di più individui.